# Таллент, Джаред
 Джаред Таллент (англ. Jared Tallent), 17 октября 1984, Балларат) — австралийский легкоатлет, специализируется в спортивной ходьбе. Олимпийский чемпион Олимпийских игр 2012. Cеребряный призёр Олимпийских игр в ходьбе на 50 километров 2008 года, а также бронзовый призёр Олимпийских игр в ходьбе на 20 километров 2008 года. Дважды бронзовый призёр чемпионатов мира в ходьбе на 50 километров 2011 и 2013 годов и серебряный призёр ЧМ. Чемпион Игр Содружества 2010 года.
На Олимпийских играх в Пекине 2008 года выиграл две награды в ходьбе на 20 километров — бронзовую, в ходьбе на 50 километров — серебряную, став таким образом первым с 1972 года австралийским легкоатлетом, выигравшим две медали на одних играх, и первым мужчиной-легкоатлетом из Австралии за 102 года, выигравшим две медали на одних играх. На чемпионате мира 2009 года занял 6-е и 7-е места в ходьбе на 20 и 50 километров соответственно.
В 2010 году на играх Содружества в Дели выиграл золотую награду на дистанции 20 километров. На чемпионате мира 2011 года выиграл бронзовую награду на 50-ти километрах. На Олимпиаде в Лондоне стал вторым на 50-ти километрах, однако после дисквалификации российского спортсмена Сергея Кирдяпкина, в 2016 году получил золотую награду игр.
На чемпионате мира 2013 года в Москве выиграл бронзу на 50-километровой дистанции.

## Награды
- Медаль ордена Австралии (20 июня 2016)

## Прочее
У Таллента нет указательного пальца на правой руке.